# Isabeau
Az Isabeau Pietro Mascagni háromfelvonásos operája. A mű librettóját Luigi Illica írta az ősi angol legenda, a Lady Godiva alapján. 1911. június 2-án mutatták be a Buenos Aires-i Teatro Colónban. Magyarországon még nem játszották.

## A mű keletkezésének története
Luigi Illica 1908-ban mutatta meg Mascagninak a szövegkönyvet. Az új szövegkönyvet Lord Tennyson Lady Godiva költeménye alapján írta, és az Isabeau címet adta neki. Ez egy korábbi terve volt, vázlatát már 1904-ben papírra vetette, és megpróbálta Giacomo Puccininek és Alberto Franchettinek is eladni. Mascagninak megtetszett a librettó és elfogadta. Miután a kiadó, Edoardo Sonzogno is elfogadta, szeptemberben hozzálátott a komponáláshoz. A következő év tavaszán – Illicával közösen – több módosítást végzett el rajta. Munkáját azonban személyes okok miatt abba kellett hagynia, és 1910-ig félretette a művet. 1910 áprilisában folytatta az Isabeau komponálását, de a határidő is szorította, mert 1909 őszén szerződést kötött egy amerikai impresszárióval egy öt hónapos turnéra, amelyen az Isabeau-t is be kellett mutatni. Mivel az Isabeau hangszerelésével még nem készült el, az amerikai turné elhalasztását kérte, majd november 27-én úgy döntött, hogy végleg lemondja azt. Decemberben visszaköltözött Rómába. Befejezte az Isabeaut, de tanácstalan volt annak jövőjét illetően. 1911 áprilisában Genovába utazott, ahol frissen alakított társulatával hozzálátott az Isabeau próbáihoz. Április 15-én hajózott el Buenos Aires felé, ahová május 2-án érkezett meg. A bemutatkozó előadásra hat nappal később került sor a Teatro Coliseóban, Verdi Aidájával. Az Isabeau bemutatójára június 2-án került sor. A bemutató hatalmas siker volt, a kritikusok muzsikáját Debussyéhez és Richard Strausséhoz hasonlították.  A körútról október 31-én indultak vissza. Visszatérve Olaszországba, felvette a kapcsolatot a Sonzogno kiadóval, és megegyezett az Isabeau bemutatójáról. A művet 1912. január 10-én mutatták be a Scalában Tullio Serafin vezényletével, ugyanis Mascagni nem akart vezényelni. A Scalával kötött szerződése azonban úgy szólt, hogy  a mű premierjére csakis az ő vezényletével kerülhet sor, egy őáltala megjelölt operaházban. 1911 decemberében felkeresték a pénzügyi gondokkal küszködő velencei La Fenice elöljárói, de Mascagni nem vette komolyan az ajánlatukat. Amikor azonban másodszor is visszatértek egy kedvezőbb ajánlattal, Mascagni elfogadta azt. A bemutató dátumát január 18-ára tűzték ki, emiatt a Scalabeli bemutatót el kellett napolni 20-ára. Mivel a próbákkal megkésett a La Fenicében, megpróbálta a nápolyi bemutatót ismét elnapoltatni. A házat irányító bizottság azonban megtagadta kérését, így Milánóban és Velencében egy időben, január 20-án zajlott le az Isabeau olaszországi premierje. A Buenos Aires-i sikert követően az elvárások magasak voltak. A közönség úgy Velencében, mint Milánóban melegen fogadta a művet, a kritikusok viszont vegyesen értékelték, és hiányolták belőle mindazt a modernitást, ami a korábbi műveit jellemezte. Az operát hamarosan bemutatták Olaszország más operaházaiban is, de eljutott New Yorkba, Chicagóba valamint Európa több operaszínpadára is.

## Szereplők
| Szereplő                            | Hangfekvés   |
| ----------------------------------- | ------------ |
| Raimondo király                     | bariton      |
| Isabeau hercegnő, a lánya           | szoprán      |
| Ermyntrude, Isabeau udvarhölgye     | mezzoszoprán |
| Ermyngarde, Isabeau udvarhölgye     | szoprán      |
| Folco, a király solymásza           | tenor        |
| Giglietta, Folco nagyanyja          | alt          |
| Cornelius, a király minisztere      | basszus      |
| Faidit lovag                        | bariton      |
| A király hírnöke                    | basszus      |
| Ubaldo di Edinburgo, Isabeau kérője | néma szerep  |
| Arundel di Westerne, Isabeau kérője | néma szerep  |
| Ethelberto d’Argile, Isabeau kérője | néma szerep  |
| Randolfo di Dublino, Isabeau kérője | néma szerep  |

## Cselekmény
- Helyszín: a brit sziget egy királysága.
- Idő: mondai idők.

### Első felvonás
Raimondo, az alattvalói által tisztelt és szeretett öreg király, két fia tragikus elvesztése után szeretné biztosítani a trón méltó utódlását, ezért sürgeti leányát, a szépségéről messze földön híres Isabeau-t, hogy válasszon férjet magának. A mélyen vallásos hercegnő azonban inkább a szűzies megtartóztatást választja, állandóan fátyolba burkolózva jár. Két udvarhölgyével most is a közeli kolostorba készül, hogy a messziről érkezett zarándokokat elkísérje az istentiszteletre. Míg távol van, Cornelius, a hatalmát féltő miniszter, azt tanácsolja a királynak, hogy leányához e kérdésben ne mint apa, hanem, mint uralkodó forduljon. Ha Isabeau a birodalom érdekét szolgáló döntésre másként nem vehető rá, hirdessen nyilvános versenyt a kérők számára. Jelenjenek meg egyenként az udvartartás előtt, találkozzanak a hercegnővel, és a győztes jutalma Isabeau keze és a trón legyen. A felesége és fiai halála óta leányával kettesben maradt öreg királynak nehezére esik teljesítenie minisztere óhaját, be kell azonban látnia, hogy napjai meg vannak számlálva és gondoskodnia kell utódjáról. Eközben Giglietta, az unokáját, Folcót egyedül nevelő erdei asszony egy álma hatására ügy dönt, a fiút beajánlja a királyi udvarba. A mindig az erdőben élő ifjú ugyanis egy alkalommal kísérőként részt vehetett az uraságok vadászatán. Elbűvölték a lovagok, az előkelő asszonyok, és azóta egyre csak erről az életről álmodozik. Az asszony most álmot látott, amely Folcót a király kíséretében láttatta. Felkeresi ezért a palotába közben visszatért hercegnőt és pártfogását kéri unokája számára. A jólelkű lánynak megesik a szíve az öregasszonyon és a jókötésű férfit beajánlja az udvarba solymásznak. Isabeau-t rövidesen hívatja a király, és közli határozatát a sajátos kérőversenyről. A hercegnő – bár biztos benne, hogy a vetélkedő eredménytelen lesz –, fejet hajt atyja parancsa előtt. Rövidesen felharsannak a harsonák, megtelik az udvar és a hírnök egyenként szólítja a kérőket. Ubaldo az első jelentkező. Hatalmas birtokokat, kastélyokat, drága ékszereket kínál a lánynak. A gazdagság nem szerelem – utasítja el Isabeau. Arundel a következő. Győztes hadjáratok, sikeres lovagi tornák, amelyeket maga mellett említeni tud, de Isabeau még csak szóra sem méltatja. Ezután Ethelberto lép elő, ám ő is válasz nélkül marad. Randolfo a szultán elleni győzelmével szeretné meghódítani a szép hercegnő szívét A bátorság meg nem szerelem – hangzik ismét az elutasítás. Amikor Isabeau az utolsó jelöltet is kikosarazta, a kérők csalónak nevezik a királyt és miniszterét, hiszen várakozásukkal szemben olyan versenyen kellett vetélkedniük, amelynek végül nincs nyertese. A király éktelen haragra gerjed és úgy határoz, kevélységéért megbünteti lányát. Arra ítéli, hogy pontban délben, amikor legfényesebb a nap, egy fehér lovon anyaszült meztelenül lovagoljon végig a város főutcáján. Hogy azonban tisztességén ne essen csorba – a vétkezők szeme világa elvesztésének terhe mellett –, elrendeli, hogy alattvalói húzódjanak be ez időben házaikba, senki se tartózkodjon az utcán, hogy a szeretett hercegnő meztelen testét illetéktelen szemek ne láthassák. Isabeau most is zokszó nélkül veszi tudomásul apja rendelkezését.

### Második felvonás
Folco, aki időközben a király solymásza lett, a város egyik kapujához kísérte nagyanyját. Siet vissza a palotába, hogy teljesítse a mindenkire kötelező parancsot, ám egy belső szózat megállítja. Megpillantja a palota kertjének ezer színben pompázó virágait, és ügy dönt, szed belőlük egy csokorra valót a hercegnőnek. Észre sem veszi, hogy a nap magasra hágott, szelíd ábrándozásából csak a hercegnő lova patáinak csattogása zökkenti ki. Már fordulna is el, de elkésett. Észreveszik hogy a tilalom ellenére az utcán maradt, a miniszter parancsára elfogják és börtönbe zárják. A lármára Isabeau is visszafordul, és megdöbbenve látja az őt szinte megbabonázva bámuló férfit. Szemének felcsillanása nem kerüli el a mindenre árgus tekintettel ügyelő miniszter figyelmét sem.

### Harmadik felvonás
Giglietta felkeresi a hercegnőt. Könyörög, mentse meg unokáját, ne kelljen ilyen fiatalon megválnia szeme világától, az éltető fénytől. A hercegnő is igazságtalannak érzi a büntetést, maga elé vezetteti Folcót. A férfi szenvedélyes szavai felébresztik benne is a szerelmet. Apjához siet, hogy bejelentse: feleségül megy a solymászhoz, így már nem kell  bűnhődnie, hiszen a férj láthatja asszonyát ruhátlanul. Cornelius egy oszlop mögött hallgatódzva mindent hallott. Érzi, hogy Folco trónra lépésével az ő befolyásának vége szakad. Utasítást ad a palota kapujának kinyitására, és a hercegnő becsületének sérelmén feldühödött, odakint várakozó tömeg egy emberként veti magát a még mindig boldog révületben álldogáló Folcóra. Az apja beleegyezésével visszasiető lány már csak a több sebből vérző, megvakított, haldokló szerelmét találja. Kétségbeesésében maga is tőrt ránt, és szíven szúrja magát.

## Híres áriák, kórusművek
- Se questo mio candor - Isabeau áriája (első felvonás)
- O Reginotta, gli angeli del cielo - az udvarhölgyek kettőse (második felvonás)
- I tuoi occhi - Folco és Isabeau kettőse (második felvonás)
- O popolo di villi! - Folco monológja (második felvonás)